# Liga Mistrzów w piłce siatkowej (2016/2017) – kwalifikacje
Liga Mistrzów (2016/2017) – kwalifikacje (oficjalna nazwa: 2017 CEV DenizBank Volleyball Champions League) – 24 drużyny walczą w 2 rundach, aby uzyskać awans do fazy grupowej.

## System rozgrywek
Kwalifikacje Ligi Mistrzów w sezonie 2016/2017 składa się z dwóch rund: kwalifikacji play-off
- Faza kwalifakacyjna play-off: 24 drużyny podzielono w pierwszych dwóch rundach toczonych w parach systemu pucharowym. W poszczególnych parach każda drużyna rozgrywała mecz i rewanż. Zwycięzcy awansują do poszczególnych grup. Przegrane drużyny z I rundy są relegowane do 1/32 finału oraz z II rundy do 1/16 finału Pucharu CEV.

## Drużyny uczestniczące

### Podział miejsc w rozgrywkach
W sezonie 2016/2017 w kwalifikacjach do Ligi Mistrzów wzięło udział 24 zespołów z 24 federacji siatkarskich zrzeszonych w CEV. Liczba drużyn uczestniczących w Lidze Mistrzów ustalona została na podstawie rankingu CEV dla europejskich rozgrywek klubowych.
- Hypo Tirol Innsbruck (L1)
- Noliko Maaseik (L2)
- Stroitiel Mińsk (L1)
- Dobrudża Dobricz (L1)
- Mladost Marina Kaštela (L1)
- Omonia Nikozja (L1)
- Budvanska Rivijera Budva (L1)
- Dukla Liberec (L1)
- Gentofte Volley (L1)
- Selver Tallinn (L1)
- Kokkolan Tiikerit (L1)
- Arago de Sète (L2)
- PAOK (L1)
- Abiant Lycurgus (L1)
- Hapoel Matte Aszer (L1)
- KV Besa Pëja (L1)
- VfB Friedrichshafen (L2)
- PGE Skra Bełchatów (L3)
- Biełogorje Biełgorod (L3)
- Crvena zvezda Belgrad (L1)
- ACH Volley Lublana (L1)
- Volley Amriswil (L1)
- Arkas Spor Izmir (L3)
- Sir Sicoma Colussi Perugia (L3)

## Rozgrywki

### I runda
awans do następnej rundy
| Data               | Godz. | Drużyna 1                 | Wynik | Drużyna 2                 | 1     | 2     | 3     | 4     | 5     | Widzów | * |
| ------------------ | ----- | ------------------------- | ----- | ------------------------- | ----- | ----- | ----- | ----- | ----- | ------ | - |
| 02.11.2016         | 19:00 | OK Mladost Marina Kaštela | 2:3   | PAOK                      | 20:25 | 25:19 | 24:26 | 31:29 | 12:15 | 1050   |   |
| 06.11.2016         | 18:00 | OK Mladost Marina Kaštela | 2:3   | PAOK                      | 25:20 | 9:25  | 25:22 | 21:25 | 10:15 | 800    |   |
| 02.11.2016         | 19:00 | Abiant Lycurgus Groningen | 3:0   | Dobrudża Dobricz          | 26:24 | 25:23 | 25:23 |       |       | 4020   |   |
| 08.11.2016         | 20:00 | Abiant Lycurgus Groningen | 2:3   | Dobrudża Dobricz          | 19:25 | 26:24 | 25:27 | 25:19 | 13:15 | 1400   |   |
| 05.11.2016         | 15:00 | Hapoel Matte Aszer        | 1:3   | Hypo Tirol Volleyballteam | 22:25 | 25:22 | 21:25 | 11:25 |       | 1500   |   |
| 09.11.2016         | 20:15 | Hapoel Matte Aszer        | 0:3   | Hypo Tirol Volleyballteam | 21:25 | 10:25 | 21:25 |       |       | 1498   |   |
| 02.11.2016         | 19:00 | Selver Tallinn            | 3:2   | Crvena zvezda Belgrad     | 25:21 | 25:21 | 17:25 | 20:25 | 19:17 | 850    |   |
| 06.11.2016         | 20:00 | Selver Tallinn            | 2:31  | Crvena zvezda Belgrad     | 25:23 | 25:18 | 22:25 | 11:25 | 12:15 | 650    |   |
| 02.11.2016         | 18:00 | KV Peja                   | 0:3   | Volley Amriswil           | 16:25 | 16:25 | 15:25 |       |       | 500    |   |
| 06.11.2016         | 16:00 | KV Peja                   | 0:3   | Volley Amriswil           | 14:25 | 16:25 | 18:25 |       |       | 1025   |   |
| 02.11.2016         | 19:00 | Omonia Nikozja            | 0:3   | ACH Volley Lublana        | 16:25 | 23:25 | 18:25 |       |       | 1582   |   |
| 06.11.2016         | 18:00 | Omonia Nikozja            | 0:3   | ACH Volley Lublana        | 23:25 | 21:25 | 21:25 |       |       | 350    |   |
| 01.11.2016         | 17:00 | Stroitiel Mińsk           | 3:1   | Kokkolan Tiikerit         | 25:21 | 25:22 | 13:25 | 25:17 |       | 1010   |   |
| 06.11.2016         | 17:00 | Stroitiel Mińsk           | 1:32  | Kokkolan Tiikerit         | 25:20 | 23:25 | 20:25 | 19:25 |       | 1074   |   |
| 02.11.2016         | 19:00 | Gentofte Volley           | 3:0   | Budvanska Rivijera Budva  | 25:15 | 25:17 | 25:18 |       |       | 550    |   |
| 06.11.2016         | 16:00 | Gentofte Volley           | 3:1   | Budvanska Rivijera Budva  | 20:25 | 25:22 | 25:16 | 25:17 |       | 160    |   |
| 1 złoty set: 9:15  |       |                           |       |                           |       |       |       |       |       |        |   |
| 2 złoty set: 13:15 |       |                           |       |                           |       |       |       |       |       |        |   |

### II runda
awans do fazy grupowej
| Data               | Godz. | Drużyna 1                 | Wynik | Drużyna 2                  | 1     | 2     | 3     | 4     | 5    | Widzów | * |
| ------------------ | ----- | ------------------------- | ----- | -------------------------- | ----- | ----- | ----- | ----- | ---- | ------ | - |
| 16.11.2016         | 18:30 | Gentofte Volley           | 0:3   | Biełogorje Biełgorod       | 15:25 | 18:25 | 20:25 |       |      | 1300   |   |
| 20.11.2016         | 18:00 | Gentofte Volley           | 0:3   | Biełogorje Biełgorod       | 15:25 | 22:25 | 16:25 |       |      | 3150   |   |
| 16.11.2016         | 19:00 | Volley Amriswil           | 1:3   | Sir Sicoma Colussi Perugia | 20:25 | 25:22 | 18:25 | 19:25 |      |        |   |
| 20.11.2016         | 19:30 | Volley Amriswil           | 0:3   | Sir Sicoma Colussi Perugia | 20:25 | 14:25 | 18:25 |       |      |        |   |
| 16.11.2016         | 18:00 | Crvena zvezda Belgrad     | 0:3   | Arkas Spor                 | 15:25 | 23:25 | 14:25 |       |      | 800    |   |
| 20.11.2016         | 17:00 | Crvena zvezda Belgrad     | 0:3   | Arkas Spor                 | 21:25 | 22:25 | 21:25 |       |      | 2100   |   |
| 16.11.2016         | 19:00 | PAOK                      | 0:3   | PGE Skra Bełchatów         | 22:25 | 17:25 | 20:25 |       |      | 1100   |   |
| 20.11.2016         | 20:00 | PAOK                      | 1:3   | PGE Skra Bełchatów         | 14:25 | 25:21 | 15:25 | 17:25 |      | 1600   |   |
| 16.11.2016         | 19:00 | Hypo Tirol Volleyballteam | 1:3   | VfB Friedrichshafen        | 16:25 | 25:20 | 19:25 | 18:25 |      | 2078   |   |
| 20.11.2016         | 18:00 | Hypo Tirol Volleyballteam | 2:3   | VfB Friedrichshafen        | 17:25 | 16:25 | 25:23 | 25:22 | 7:15 | 1496   |   |
| 16.11.2016         | 19:00 | Abiant Lycurgus Groningen | 0:3   | Noliko Maaseik             | 17:25 | 20:25 | 25:27 |       |      | 3750   |   |
| 20.11.2016         | 15:00 | Abiant Lycurgus Groningen | 0:3   | Noliko Maaseik             | 23:25 | 29:31 | 21:25 |       |      | 2000   |   |
| 16.11.2016         | 18:30 | ACH Volley Lublana        | 3:1   | Arago de Sète              | 25:22 | 19:25 | 25:21 | 26:24 |      | 900    |   |
| 20.11.2016         | 17:00 | ACH Volley Lublana        | 1:31  | Arago de Sète              | 25:22 | 23:25 | 22:25 | 23:25 |      | 1212   |   |
| 16.11.2016         | 18:30 | Kokkolan Tiikerit         | 3:0   | VK Dukla Liberec           | 25:23 | 25:14 | 25:21 |       |      | 1283   |   |
| 20.11.2016         | 18:00 | Kokkolan Tiikerit         | 0:32  | VK Dukla Liberec           | 23:25 | 22:25 | 19:25 |       |      | 1437   |   |
| 1 złoty set: 15:9  |       |                           |       |                            |       |       |       |       |      |        |   |
| 2 złoty set: 11:15 |       |                           |       |                            |       |       |       |       |      |        |   |

## Drużyny zakwalifikowane
| Grupa A        | Grupa B          | Grupa C                              | Grupa D                               | Grupa E                                         |
| -------------- | ---------------- | ------------------------------------ | ------------------------------------- | ----------------------------------------------- |
| Noliko Maaseik | VK Dukla Liberec | Arkas Spor Izmir VfB Friedrichshafen | PGE Skra Bełchatów ACH Volley Lublana | Biełogorje Biełgorod Sir Sicoma Colussi Perugia |